# Düllhamm
Der Düllhamm ist ein Naturschutzgebiet im Stadtteil Surheide der Stadtgemeinde Bremerhaven.

## Allgemeines
Das Naturschutzgebiet ist 4,3 Hektar groß. Es ist im Naturschutzbuch der Stadtgemeinde Bremerhaven unter der Nummer 2 eingetragen. Das Gebiet steht seit dem 13. Juli 1984 unter Naturschutz. Zuständige Naturschutzbehörde ist die Stadtgemeinde Bremerhaven.

## Beschreibung
Das Naturschutzgebiet liegt im Süden Bremerhavens innerhalb des im Juli 1984 ausgewiesenen Landschaftsschutzgebietes „Surheide-Süd/Ahnthammsmoor“. Im Süden grenzt es an die Bahnstrecke Bremerhaven–Buxtehude. Das Naturschutzgebiet wird im Westen von Eichen-Birkenwald mit reich entwickelter Kraut- und Strauchschicht und im Osten von feuchtem bis nassen Grünland und moorigen Heiden geprägt. In die Waldfläche sind kleinere Sümpfe, Röhrichte und Weidengebüsche eingebettet. Auf den Grünlandflächen finden sich Blau- und Pfeifengräser. Weiterhin sind Hochstaudenfluren und Schilfröhrichte zu finden.

## Bilder

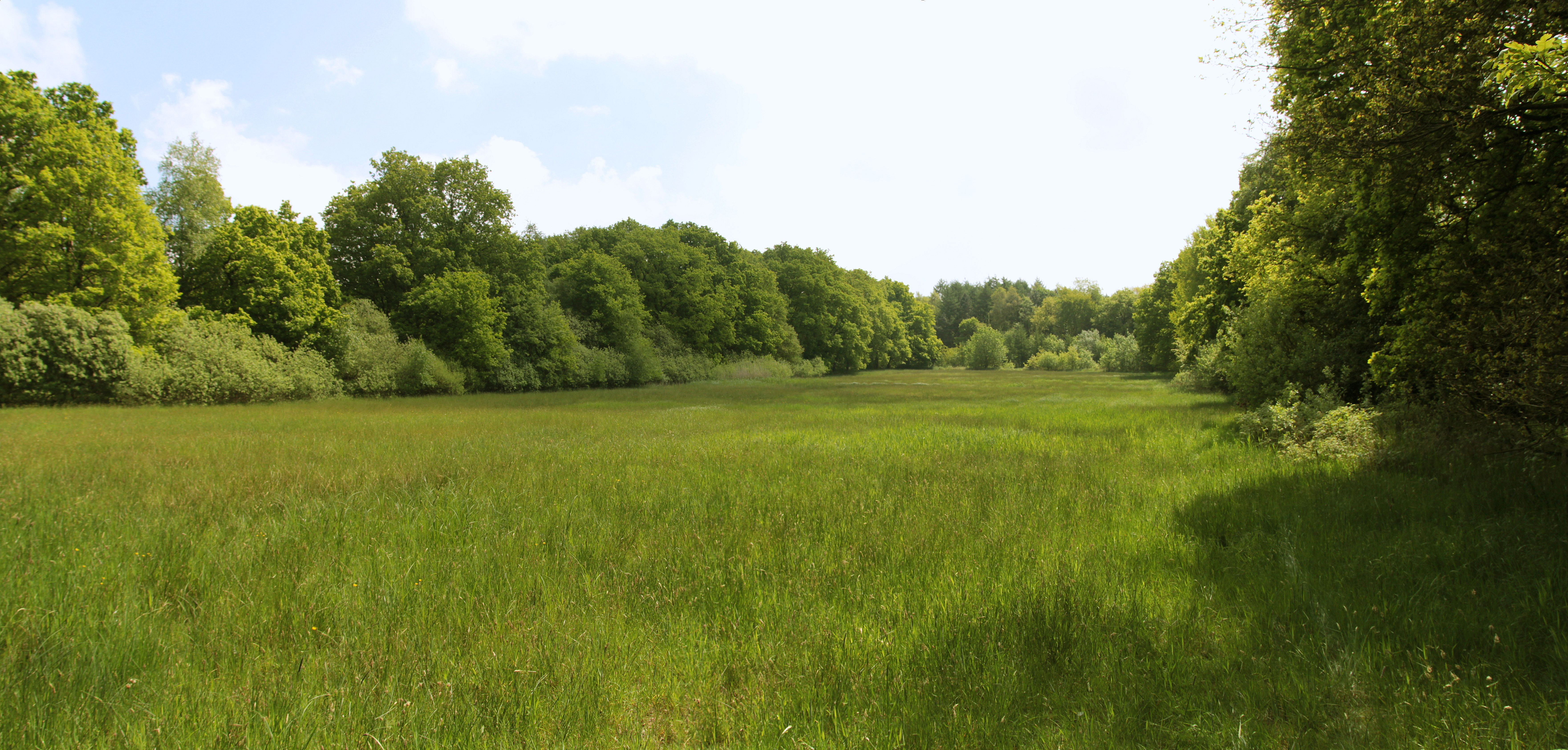
Wiese
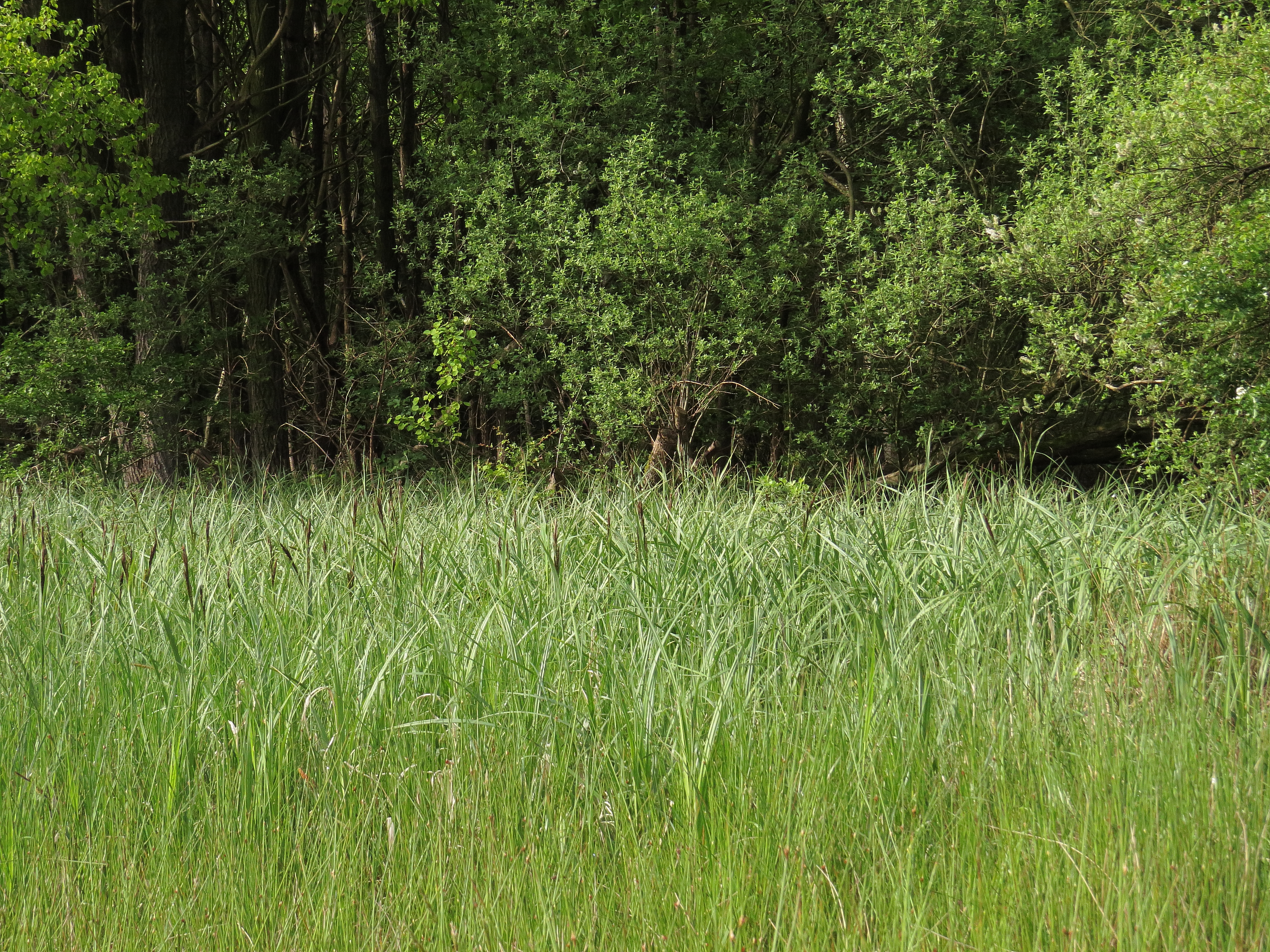
Feuchtwiese am Ostrand
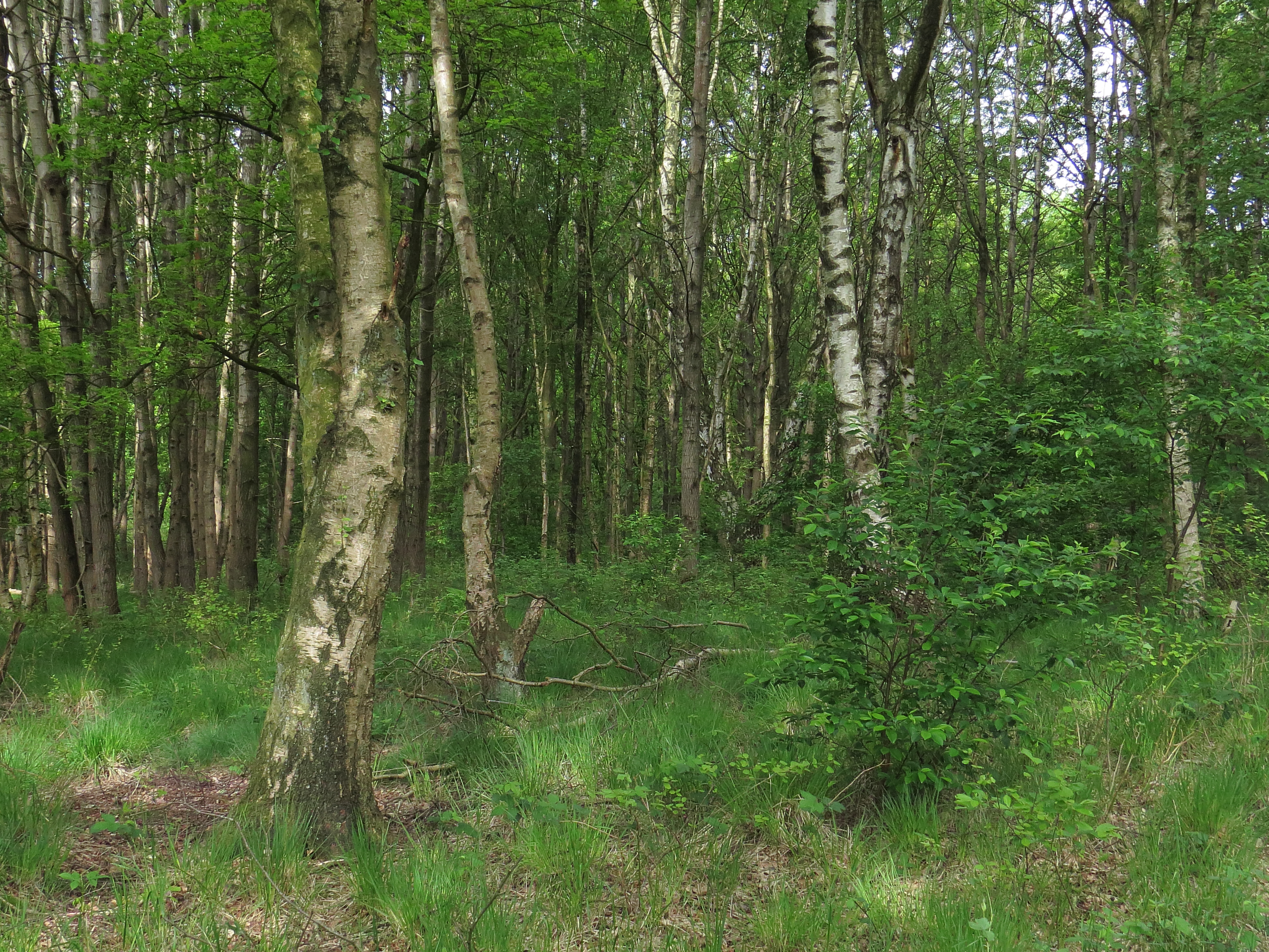
Trockenerer Bereich im Norden
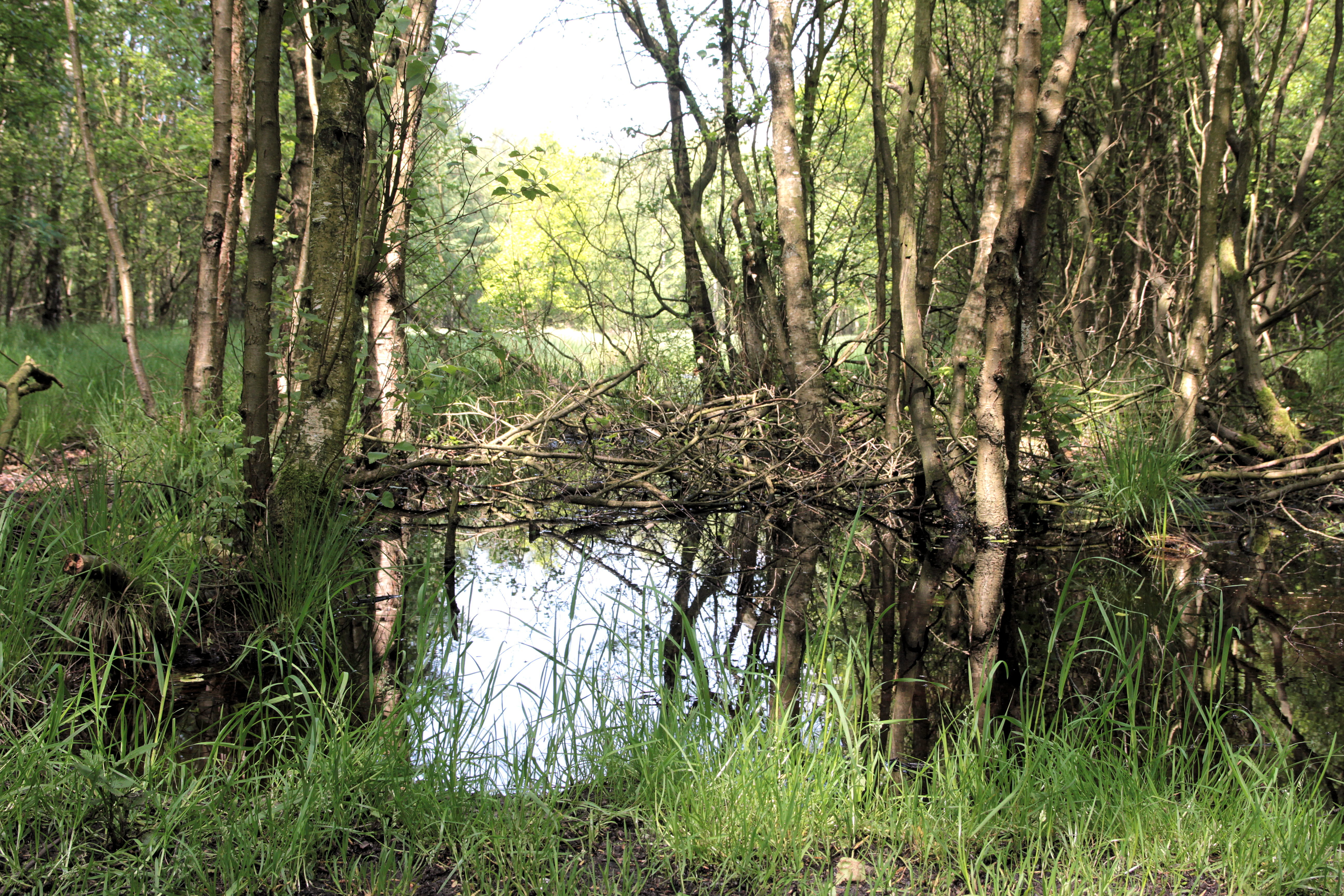
Moor nach Mairegen